# 妖猫传
《妖猫传》是陈凯歌执导的一部中国和日本合拍的古装奇幻悬疑剧情片。改编自日本作家夢枕獏的魔幻历史小说《沙门空海之大唐鬼宴》，编剧王蕙玲、陈凯歌。由黄轩、染谷将太、张雨绮和秦昊主演。

## 剧情
讲述中唐时期在长安城发生的跟妖猫有关的神秘案件，最终揭露出一段与杨贵妃有关的惊人真相。

## 角色
| 演員     | 配音                | 角色         | 简介 |
| 黄轩     | 高桥一生 （日語版） | 白居易       | 起居郎、诗人、為了琢磨長恨歌如何寫，而被捲進妖貓事件。 |
| 染谷将太 | 杨天翔 （華語版）   | 空海         | 日本至大唐求法的僧人，與白居易一同被捲進妖貓事件，最終從中頓悟出無上密的道理，並師從惠果法師。 |
| 张雨绮   | 泽城美雪 （日語版） | 春琴         | 陈云樵之妻，被妖貓附體並奪舍。 |
| 秦昊     | 桐本拓哉 （日語版） | 陈云樵       | 世袭金吾卫统领，因誤殺了春琴而發瘋。 |
| 秦昊     |                     | 陈玄礼       | 世袭金吾卫统领，陈云樵之父，马嵬驿之变逼杀杨贵妃。 |
| 阿部宽   | 刘向京 （華語版）   | 晁衡         | 出身日本的官员，愛慕楊貴妃，想讓她和自己一起回日本以避開殺身之禍。 |
| 刘昊然   | 东出昌大 （日語版） | 白龙         | 白鹤少年之一，黃鶴之養子，愛慕楊貴妃，因不捨貴妃的死，靈魂進入黑貓體內進行復仇，最終在丹龍解釋下放下仇恨並離開人世。                                                                                         |
| 欧豪     | 寬一郎 （日語版）   | 丹龍（少年） | 白鹤少年之一，黃鶴之子，知道玄宗與父親的密謀真相，卻因畏懼父權而不願透露，導致他與白龍的關係惡化，因心中有愧始終一直守護著白龍。                                                                             |
| 成泰燊   | 宣曉鳴 （華語版）   | 瓜翁/惠果    | 中年丹龍，唐密高僧。 |
| 张榕容   | 吉田羊 （日語版）   | 杨贵妃       | 唐玄宗宠妃，四大美人之一，同時受到晁衡、白龍的愛慕，世人皆曉她是在馬嵬坡自縊而亡，但真相卻是明為屍解大法，實則活埋的死法，在被送進棺木內的第二天就醒來，但發現棺木已被蓋死而無法撬開，最終活活悶死在棺材裡。 |
| 张鲁一   | 尾形一成 （日語版） | 唐玄宗       | 唐朝第九代皇帝，為了應付陳玄禮，而選擇將楊貴妃以屍解大法蒙混過關，誰知這樣的作法造成楊貴妃活埋之死和後續的妖貓殺人事件。                                                                                     |
| 田雨     | 金田明夫 （日語版） | 高力士       | 唐玄宗近侍，背負著殺害楊貴妃的罪名一世(實際上是唐玄宗與他上演的苦肉計騙過陳玄禮)。 |
| 刘佩琦   | 不破万作 （日語版） | 黄鹤         | 幻术大师，白龙师傅，丹龙父亲 |
| 松坂庆子 |                     | 白玲         | 晁衡侍妾，把晁衡已燒掉的日記內容告訴了空海。 |
| 李淳     |                     | 执事官       | |
| 辛柏青   | 六角精儿 （日語版） | 李白         | 唐玄宗时期著名诗人，放浪形骸、不拘小節，在高力士百般要求下，在他背上寫下著名的清平調。 |
| 秦怡     |                     | 老宫女       | 因當時負責縫製白綾給貴妃而被妖貓殺害。 |
| 张天爱   | 花泽香菜 （日語版） | 玉莲         | 胡玉楼的胡姬。 |

## 电影歌曲
| 曲別   | 歌名             | 演唱者       | 作詞     | 作曲     |
| 主題曲 | 亂世滄桑         | 李克勤、泳兒 | 岑偉宗   | 高世章   |
| 主题曲 | Mountain Top     | RADWIMPS     | RADWIMPS | RADWIMPS |
| 推广曲 | Shape of Miracle | RADWIMPS     | RADWIMPS | RADWIMPS |

## 创作
2016年8月5日，影片在湖北襄阳唐城开机拍摄，唐城由陈凯歌的美术团队花费数月建造而成。研究唐代建築和日本建筑、2018年的文章指，“‘唐城’基本还原了唐代古城风貌”，但在设计搭建中上采用了日式装饰构件。如“唐城”中宫殿屋顶的金色鸱尾，与日本奈良东大寺屋顶鸱尾相同，但与唐朝鸱吻不符。这与侯孝賢执导、2012年拍摄的电影《刺客聶隱娘》类似，是近年来、唐朝背景电影作品常见的文化替代现象:123—124，即以倭代唐。該片中，拍摄了很多花燈、燈籠的場景。
电影经过5个月的拍摄后，同年12月29日晚，主创人员在北京举办杀青派对。

## 票房
《妖猫传》在中国大陆上映3天的首周票房约2.4亿人民币，在《芳华》之后位列当周票房亚军。最终累计5.3亿人民币。日本票房为17亿日元。

## 奬項及提名
| 年度   | 颁奖典礼               | 奖项         | 姓名       | 结果 |
| ------ | ---------------------- | ------------ | ---------- | ---- |
| 2018年 | 第十二屆亞洲電影大獎   | 最佳導演     | 陳凱歌     | 提名 |
| 2018年 | 第十二屆亞洲電影大獎   | 最佳女配角   | 張雨綺     | 獲獎 |
| 2018年 | 第十二屆亞洲電影大獎   | 最佳攝影     | 曹郁       | 提名 |
| 2018年 | 第十二屆亞洲電影大獎   | 最佳美術指導 | 屠楠、陸葦 | 獲獎 |
| 2018年 | 第十二屆亞洲電影大獎   | 最佳造型設計 | 陳同勛     | 獲獎 |
| 2018年 | 第十二屆亞洲電影大獎   | 最佳視覺效果 | 石井教雄   | 獲獎 |
| 2018年 | 第55屆金馬獎           | 最佳視覺效果 | 石井教雄   | 提名 |
| 2018年 | 第55屆金馬獎           | 最佳美術設計 | 屠楠、陸葦 | 提名 |
| 2018年 | 第55屆金馬獎           | 最佳造型設計 | 陳同勛     | 提名 |
| 2018年 | 第18届华语电影传媒大奖 | 年度导演     | 陈凯歌     | 獲獎 |
| 2018年 | 第18届华语电影传媒大奖 | 年度女配角   | 张榕容     | 提名 |
| 2019年 | 第32届金鸡奖           | 最佳男配角   | 辛柏青     | 提名 |
| 2019年 | 第32届金鸡奖           | 最佳摄影     | 曹郁       | 獲獎 |
| 2019年 | 第32届金鸡奖           | 最佳录音     | 刘佳       | 提名 |
| 2019年 | 第32届金鸡奖           | 最佳美术     | 屠楠、陆苇 | 獲獎 |
| 2019年 | 第32届金鸡奖           | 最佳剪辑     | 李点石     | 提名 |